# Bren, Drôme
Bren là một xã thuộc tỉnh Drôme trong vùng Auvergne-Rhône-Alpes đông nam nước Pháp. Xã Bren, Drôme nằm ở khu vực có độ cao trung bình 330 mét trên mực nước biển.